# Igni ferroque
Ignī ferrōque o ferrō ignīque è una locuzione latina che letteralmente significa "col fuoco e col ferro" (si confronti la locuzione ferrō ignīque [per]vastāre, "mettere a ferro e fuoco", alla lettera "devastare col ferro e col fuoco"). Questa (che si pronuncia "ìgni ferròque") indica la violenza e la ferocia con cui in guerra si distrugge, per esempio, una città sconfitta. Può anche significare, più in generale, violenza e distruzione. Un esempio di frase: "Galli de Alpibus in Italiam descendunt et totam regionem ferro ignique vastant." Questa è la traduzione: "I Galli discendono dalle Alpi in Italia e mettono a ferro e a fuoco l’intera regione."